# Revenge (2017)
Revenge is een Franse actiethriller uit 2017 en het regiedebut van Coralie Fargeat, die ook het scenario schreef. De hoofdrollen worden vertolkt door Matilda Lutz, Kevin Janssens, Vincent Colombe en Guillaume Bouchède.

## Verhaal
De steenrijke Richard neemt zijn minnares Jen mee naar een luxueuze villa in de woestijn om er samen een romantisch weekendje door te brengen voordat zijn vrienden Stan en Dimitri arriveren voor hun jaarlijkse jachtpartij. Stan en Dimitri dagen echter vroeger op dan verwacht en zijn meteen in de ban van de wulpse Jen. Wanneer Richard de jachtvergunningen gaat regelen, wordt Jen verkracht door Stan, terwijl Dimitri het tafereel negeert. Bij zijn terugkeer moet Jen op niet veel steun van Richard rekenen, integendeel, ze wordt mishandeld en voor dood achtergelaten in de woestijn. Ze overleeft het echter en neemt bloederig wraak op het drietal.

## Rolverdeling
| Acteur             | Personage |
| ------------------ | --------- |
| Matilda Lutz       | Jen       |
| Kevin Janssens     | Richard   |
| Vincent Colombe    | Stan      |
| Guillaume Bouchède | Dimitri   |
| Jean-Louis Tribes  | Roberto   |

## Première en ontvangst
Revenge ging op 11 september 2017 in première op het Toronto International Film Festival. Op 7 februari 2018 werd de film uitgebracht in de Franse bioscoopzalen, op 21 maart volgde België en op 23 augustus Nederland. De film bracht wereldwijd 1,3 miljoen dollar op aan de kassa.
De film behaalde een score van 92% (133 recensies) op Rotten Tomatoes. Op Metacritic kreeg de film een score van 81 op 100 (23 recensies), wat duidt op "universele bijval". FilmTotaal gaf de film vier sterren op vijf en prees de acteerprestatie van Lutz. Ook van CineMagazine kreeg de film vier sterren, met lof voor de vertolking van Lutz en het camerawerk van Heyvaert. Schokkend Nieuws gaf eveneens vier sterren en loofde regisseur Fargeat voor het afleveren van een uitstekende toevoeging aan het doorgaans mistroostige subgenre van de "Rape-and-revenge"-film. De Film Recensent was met een score van 6,5 op 10 ietwat kritischer, met name voor de vele opvullende momenten in de film.